# Dzmitryj Korabaŭ
Dzmitryj Mikalajevitj Korabaŭ (belarusiska: Дзмітрый Мікалаевіч Корабаў), född 12 mars 1989, är en belarusisk professionell ishockeyspelare som spelar för HK Spartak Moskva i KHL. Han har tidigare spelat för HK Dinamo Minsk och Atlant Mytisjtji  i KHL, Tampa Bay Lightning i NHL och dess farmarlag Syracuse Crunch.
Han blev aldrig draftad av något lag.